# جورج ميدلتون
جورج ميدلتون (بالإنجليزية: George Middleton) هو سياسي أمريكي، ولد في 14 أكتوبر 1809 في الولايات المتحدة، وتوفي في 31 ديسمبر 1888 في نفس البلد. حزبياً، نشط في الحزب الديمقراطي. وقد انتخب عضو جمعية نيوجيرسي العامة وانتخب عضو مجلس النواب الأمريكي.